# Shoemaker Point
Der Shoemaker Point ist eine Landspitze im Süden von Bird Island vor dem westlichen Ende Südgeorgiens. Sie liegt 800 m östlich der Jordan Cove.
Der South Georgia Survey kartierte sie im Zuge seiner von 1951 bis 1957 durchgeführten Vermessungskampagne. Das UK Antarctic Place-Names Committee benannte sie 1963. Shoemaker (deutsch Schuhmacher) ist eine englischsprachige Bezeichnung aus dem Seemannsjargon für den Weißkinn-Sturmvogel (Procellaria aequinoctialis), zu dessen Brutgebieten Bird Island zählt.